# Eriborus trochanteratus
Eriborus trochanteratus là một loài tò vò trong họ Ichneumonidae.